# Lekkoatletyka na Letnich Igrzyskach Paraolimpijskich 2004 – pchnięcie kulą kl. F11 mężczyzn
W pchnięciu kulą kl. F11 (zawodnicy niewidomi) mężczyzn podczas Letnich Igrzysk Paraolimpijskich 2004 rywalizowało ze sobą 7 zawodników.

## Wyniki

### Finał
| Poz. | Zawodnik              | Narodowość | Rezultat | Uwagi |
| ---- | --------------------- | ---------- | -------- | ----- |
| 1    | David Casinos         | Hiszpania  | 14.01    |       |
| 2    | Willibald Monschein   | Austria    | 12.27    |       |
| 3    | Wołodymyr Piddubnyy   | Ukraina    | 12.23    |       |
| 4    | Sebastian Baldassarri | Argentyna  | 11.81    |       |
| 5    | Loukas Kaskanis       | Grecja     | 11.65    |       |
| 6    | Anibal Bello          | Wenezuela  | 11.47    |       |
| 7    | Daniel Jimenez        | Meksyk     | 10.21    |       |